# Buffy the Vampire Slayer: Chaos Bleeds
Buffy the Vampire Slayer: Chaos Bleeds is een computerspel uit 2003 ontwikkeld door Eurocom Entertainment Software en verdeeld door Vivendi Universal Games. Het is het vierde spel uit de 'Buffy the Vampire Slayer'-franchise. Dit survival horror/beat 'em up-spel is beschikbaar voor Playstation 2, Xbox en GameCube. Het spel bestaat uit 12 levels.

## Verhaal
Buffy ontdekt dat Ethan Rayne de strijd is aangegaan tegen de First Evil, de eerste incarnatie van kwaad op de wereld. Buffy en haar vrienden dienen het op te nemen tegen een leger van vampieren, zombies en andere demonen. Daarvoor dienen ze te vechten in verschillende parallelle universa. Uiteindelijk winnen ze de strijd, maar omdat de First Evil nooit kan worden gedood, worden zijn restanten verspreid over deze verschillende universa.
Het verhaal van de game is ook bewerkt in een roman en een comic.

### Tijdsituering
Het verhaal speelt zich af tijdens het vijfde seizoen van Buffy the Vampire Slayer en dit ergens na de aflevering Forever en voor de aflevering Though Love. De redenen hiervan zijn:
- het personage Joyce Summers is reeds gestorven (haar graf wordt getoond in het spel).
- Tara Maclay is nog niet krankzinnig geworden door toedoen van Glory.

## Stempersonages
| Acteur           | Personage                  |
| ---------------- | -------------------------- |
| Giselle Loren    | Buffy Summers / Anya       |
| Nicholas Brendon | Xander Harris              |
| Kari Wahlgren    | Willow Rosenberg           |
| Anthony Head     | Rupert Giles               |
| James Marsters   | Spike                      |
| Eliza Dushku     | Faith Lehane               |
| Amber Benson     | Tara Maclay                |
| Robin Sachs      | Ethan Rayne / Eerste Kwaad |
| Jeremy Roberts   | Kakistos                   |
| Tom Wyner        | Sid                        |
| Karen Strassman  | Cassandra Rayne            |
| Joss Whedon      | zichzelf                   |

## Adaptaties
- Christopher Golden en Tom Sniegoski - Chaos Bleeds (2003). Dark Horse Comics - comic
- James A. Moore - Chaos Bleeds (2003). Simon Spotlight Entertainment - boekadaptatie